# 프랭크 매코트

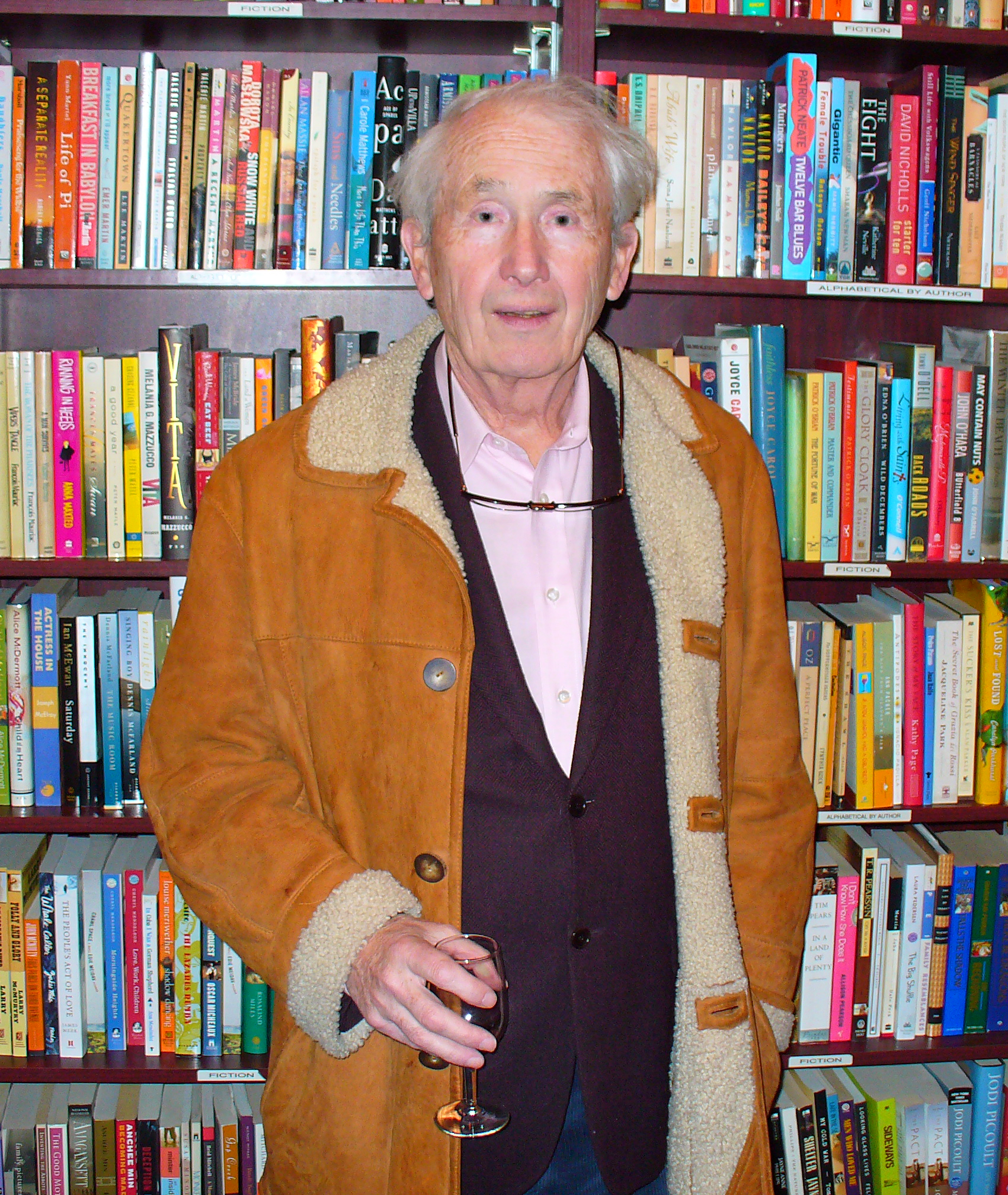
프랑크 매코트

프랜시스 매코트(Francis McCourt, 1930년 8월 19일 ~ 2009년 7월 10일, 미국 뉴욕 브루클린 출생)는 미국의 작가이다. 그는 미국 뉴욕 브루클린에서 가난한 가족의 7자녀 중 장남으로 태어났다. 경제 대공황 시기, 어머니의 조국 아일랜드로 이주하였다. 19세에 다시 뉴욕에 와서 호텔에서 일하던 중, 한국 전쟁이 발발하자, 징집되었고 군대 제대 후 뉴욕대학교에 입학하였다. 1957년에 졸업하였고, 이후 40년간 공립학교에서 작문을 가르쳤다. 1996년 그는 아일랜드의 어린 시절을 기록한 회고록 《Angela's Ashes》로 퓰리처 상을 받았다.